# ويليام هارولد لي
ويليام هارولد لي (بالإنجليزية: William Harold Lee)‏ هو مهندس معماري أمريكي، ولد في 9 ديسمبر 1884، وتوفي في 3 فبراير 1971.